# Грицишин Володимир (педагог)
Володи́мир Грици́шин (1865 — †невідомо, не раніше 1939) — український педагог та громадський діяч в Галичині, діяч ЗУНР.

## Життєпис
Початки педагогічної діяльності Володимира Грицишина припадають на останню декаду ХІХ ст. Від 1890 року оселився в Микитинцях, що в околицях Станиславова. Відразу після прибуття сюди розгорнув широку роз'яснювальну роботу серед місцевих мешканців щодо необхідності здобуття їхніми дітьми освіти. Чималою мірою завдячуючи старанням Володимира Грицишина, у селі невдовзі було відкрито однокласну початкову школу. В лютому 1892 року він склав у Станиславові  кваліфікаційний іспит на право бути вчителем сільських народних шкіл. Згодом микитинецький навчальний заклад було перетворено з однокласного в двокласний, а Володимира Грицишина призначено його директором. За ініціативи педагога на зламі століть неподалік сільської церкви спорудили приміщення для школи, яке тривалий час служило місцевій громаді в освітніх цілях. 
Одночасно з професійною діяльністю проявляв жвавий інтерес до культурно-громадського життя української спільноти Станиславівського повіту. Ще в 1890 році за безпосередньої участі Володимира Грицишина в Микитинцях створили аматорський хор. Народний учитель, відчуваючи у себе брак фахової музичної підготовки, запросив в 1899 році до керівництва цим колективом знаного українського галицького композитора Дениса Січинського. Часто саме обійстя сільського педагога слугувало місцем, де відомий музикант проводив репетиції з хористами і водночас отримував моральну й матеріальну підтримку з боку господаря за свою працю. Після смерті Дениса Січинського в 1909 році Володимир Грицишин був вимушений знову звалити весь тягар керівної та організаційної роботи щодо функціонування хору на власні плечі. І така його жертовність не минула безслідно – у наступні десятиліття микитинецький хор заслужено вважали одним із найкращих українських самодіяльних музичних колективів Станиславівського повіту. 
За свідченнями краєзнавців, у ході свого візиту до Станиславова в 1892 році Іван Франко ненадовго завітав до Микитинців, де його приймав особисто Володимир Грицишин.
З огляду на те, що в кінці ХІХ ст. серед односельчан процвітало пияцтво, Володимир Грицишин спільно з місцевим парохом Степаном Ленкавським та іншими небайдужими представниками громади створили в поселенні «Братство тверезості» (1895 р.). Інтенсивна антиалкогольна кампанія з боку членів товариства допомогла значно знизити показники споживання спиртних напоїв в середовищі селян. Також педагог багато літ брав активну участь в організації та діяльності микитинецьких осередків українських товариств «Просвіта» (тривалий час був керівником філії), «Січ» та «Сокіл». 
Наприкінці 1910-х років Володимир Грицишин увійшов до когорти культурно-громадських діячів Станиславівщини, які долучилися на практиці до кропіткої роботи з політичного відстоювання національних прав українського населення Галичини та розбудови власної держави. Зокрема, 1 квітня 1918 року, як делегат місцевої філії товариства «Просвіта», брав участь в установчих зборах, що мали на меті покликати до життя відділ Української Національної Ради в Станиславівському повіті. Після проголошення 1 листопада 1918 року Західно-Української Народної Республіки на місцях відбувався жвавий процес творення національних адміністративних інституцій. В одну із них, Станиславівську повітову Господарську Раду, поміж 36 членів було обрано й Володимира Грицишина, що стало свідченням його високого авторитету серед громадськості.
У міжвоєнну добу після поразки ЗУНР микитинецький педагог знову сконцентрувався на культурно-освітній діяльності в рідному селі. Спочатку відновив діяльність хору та очолив новостворений драмгурток при «Просвіті». Пізніше, наприкінці 1920-х, виступив ініціатором та одним з найбільших жертводавців у справі побудови нового приміщення читальні просвітянського товариства в Микитинцях. Здана у 1934 році в експлуатацію споруда (нині – Народний дім), значно покращила можливості для культурницької роботи в селі та прислужилася надалі відразу кільком поколінням тутешніх мешканців.

## Вшанування пам'яті
У добу Незалежної України вдячні земляки назвали ім’ям Володимира Грицишина одну з центральних вулиць Микитинців.